# Курьяновский исправительно-трудовой лагерь
Курьяновский исправительно-трудовой лагерь (также — Курьяновский ИТЛ, Курьяновстрой, Курьянстрой, Управление Строительства Курьяновской станции аэрации, ИТЛ и СМУ п/я 015) — специализированный исправительно-трудовой лагерь, организованный в 1948 году для строительства Курьяновской станции аэрации (КСА), сопутствующей инфраструктуры, выполнял широкий спектр других работ. Дислоцировался в районе станций Люблино и Перерва.

## История
Курьяновский ИТЛ был организован 24 февраля 1948; закрыт — 29 апреля 1953, с передачей лагерных подразделений в Управление Строительства 565.

### Подчинение
- С 24.02.1948 — Главгидрострой МВД СССР
- С 09.11.1949 — Главное управление лагерей железнодорожного строительства (ГУЛЖДС)
- С 12.12.1951 — Главное управление лагерей промышленного строительства (ГУЛПС; в ведении Управления Строительства 565)
- С 02.04.1953 — ГУЛАГ Министерства юстиции СССР

### Производство
- Строительство Курьяновской станции аэрации (КСА)
- Строительно-монтажные работы по Сходненской ГИС (гидроиспытательной станции, предназначенной для испытания моделей и блоков турбин Куйбышевской ГЭС)
- Строительно-монтажные работы по Тушинскому лабораторному корпусу и жилым домам Гидропроекта
- Создание жилого фонда, строительство коммунально-бытовых, санитарных и других учреждений,
- Строительство подъездных автомобильных дорог и железнодорожных путей
- Лесозаготовки в Костромской области[1]

### Численность заключённых
- 01.03.1948 — 651 з/к
- 01.01.1949 — 2 927 з/к
- 01.01.1950 — 4 708 з/к
- 01.01.1951 — 3 658 з/к
- 01.07.1951 — 5 643 з/к
- 25.02.1952 — 5 307 з/к (УРО — Учётно-распределительный отдел ГУЛАГа)[1]